# Glicerol-3-fosfato deshidrogenasa (GPDH) (NAD+)
La enzima glicerol-3-fosfato deshidrogenasa (NAD+) (EC 1.1.1.8) cataliza la reacción de oxidación del glicerol-3-fosfato a dihidroxiacetona fosfato utilizando NAD+ como aceptor de electrones.
glicerol-3-fosfato + NAD+ {\displaystyle \rightleftharpoons } dihidroxiacetona fosfato + NADH
Esta proteína también cataliza las reacciones de oxidación y reducción del propano-1,2-diol y del sulfato de glicerona respectivamente, pero con mucha menos afinidad.

## Lanzadera de electrones del glicerol-3-fosfato
Durante la glicólisis se genera NADH en el citosol en la oxidación del gliceraldehído-3-fosfato y se debe regenerar más NAD+ para que la glicólisis continue. El NADH no puede pasar a la mitocondria para ser oxidado por la cadena respiratoria ya que la membrana interior mitocondrial es impermeable al NADH y NAD+. La solución es que los electrones del NADH, en vez del propio NADH, sean transportados a través de esta membrana.
Una de las maneras de introducir electrones del NADH en la cadena respiratoria es la lanzadera del glicerol-3-fosfato. El primer paso es transferir un par de electrones desde el NADH a la dihidroxiacetona fosfato, un intermedio glicolítico, para formar glicerol-3-fosfato. Esta reacción es catalizada por la glicerol-3-fosfato deshidrogenasa en el citosol. El glicerol-3-fosfato es reoxidizado a dihidroxiacetona fosfato en la superficie exterior de la membrana interior mitocondrial por una isozima de la glicerol-3-fosfato dehidrogenasa unida a la membrana. Un par de electrones se transfiere desde el glicerol-3-fosfato al grupo prostético FAD de la enzima para producir FADH2. Esta reacción regenera la dihidroxiacetona fosfato.
Por último, la flavina reducida transfiere sus electrones al transportador de electrones Q que entra en la cadena respiratoria como QH2.
La lanzadera del glicerol-3-fosfato se utiliza mucho en los músculos ya que permite mantener una alta velocidad de fosforilación oxidativa. En cambio, en el corazón y en el hígado, los electrones del NADH citosólico son transportados a la mitocondria por la lanzadera del malato-aspartato que está formada por 2 transportadores y 4 enzimas (2 unidades de la malato deshidrogenasa y 2 unidades de la aspartato transaminasa).
Algunos insectos no tienen L-lactato deshidrogenasa y son completamente dependientes de la lanzadera del glicerol-3-fosfato para regenerar el NAD+ citosólico.

## Enlaces
NiceZyme (en inglés).
Estructuras 3-D PROSITE (en inglés)
English Wikipedia (en inglés).
- Datos: Q24783267